# بوبي فونغ
بوبي فونغ (بالإنجليزية: Bobby Fong)‏ هو أكاديمي أمريكي، ولد في 1950 في أوكلاند في الولايات المتحدة، وتوفي في 8 سبتمبر 2014 في كوليجفيل في الولايات المتحدة بسبب أم الدم.